# SCM Holdings
System Capital Management eller SCM (ukrainsk: Систем Кепітал Менеджмент) er et ukrainsk finans- og industrikonglomerat. I 2012 var omsætningen på 23,470 mia. US $ og der var omkring 300.000 ansatte i koncernens datterselskaber, det gjorde koncernen til Ukraines største. Hovedkvarteret er i Donetsk i det østlige Ukraine. Virksomheden kontrolleres af den ukrainske forretningsmand Rinat Akhmetov, som ejer 100 % af aktierne.  
SCM blev etableret i år 2000 og fungerer som holdingselskab for over 100 virksomheder indenfor metaller minedrift, kraftværker, bankdrift, forsikring, telekommunikation, medier, ejendomme og andet. 

## Datterselskaber
Det største datterselskab er i SCM Holdings er Metinvest, som er involveret involveret i minedrift og stålindustri. It Det er en af ukraines største private virksomheder og blandt de største stålproducenter i Europa. Det er også det største jernminedriftselskab i Ukraine. Metinvest har desuden aktiver i USA, Italien, Storbritannien, Bulgarien og Schweiz.
Det næststørste datterselskab i koncernen er kulmine- og kraftværksvirksomheden DTEK. DTEK blev etableret i 2002. Kernen i virksomheden består af Vostokenergo Power Generation Company, ServiceInvest Energy Company og kulminen Komsomolets Donbassa. 
- Metinvest holding
- DTEK
- (bank, forsikring og finansielle services)
  - First Ukrainian International Bank (PUMB)
  - Renaissance Credit
  - ASKA
  - ASKA-Zhyttia
- Vega telecom (telekommunikation)
- ESTA Holding (fast ejendom)
  - Donbass Palace (Donetsk)
  - Opera boutique hotel (Kiev)
  - Central Department store (Kiev)
  - Art project at Andriyivksy uzviz (Andrew descent, Kiev)
  - Pushkinsky business center (Donetsk)
  - Park Inn by Radisson (tidligere Kiev Hotel, Donetsk)
- Ukraina Media Group (medier)
  - Ukraina TV channel
  - Futbol TV channel
  - Futbol+ TV channel
  - Donbas TV channel
  - OLL.TV internet
    - Digital screens

  - NLO TV
  - Today Multimedia
    - Segodnya, dagblad
    - Vecherkom, magasin
    - segodnya.ua
- Mining Machines holding (maskiner www.mmc.kiev.ua)
  - Donetsk Mining Equipment
  - Donetsk Energy Plant
  - Donetsk Repair-Mechanical Plant
  - Druzhkivka Machine-building Plant
  - Horlivka Machine-builder
  - Kharkiv Machine-building Plant "Light of a miner"
  - Kryvyi Rih Plant of Mining Equipment
  - Kamensk Machine-building Plant (Russian Federation)
  - Trading chambers in Ukraine, Rusland, Kasakhstan
- United Minerals Group (UMG, clay mining)
  - Druzhkovka Quarry (Druzhkivka Ore Administration)
  - VESKO
  - Ogneupornerud (Fire Resistance non-Ore)
- Parallel-M LTD (netværk af tankstationer i det østlige Ukraine og Krim) 
  - associated with "Donbasnaftoprodukt", "Nyeftyepromtorg"
  - other brands include "Hefest", "PitStop", "parallel.ua"
- Ukrainian Retail (detailhandel)
  - Fresh market "Brusnichka"
- Portinvest (Marine transportation, www.portinvest.com.ua)
  - Avlita Stevedoring Company Arkiveret 23. marts 2013 hos  Wayback Machine (Havnen i Sevastopol)
  - Marine Industrial Complex
- HarvEast Holding (jordbrug)
- Shakhtar Donetsk (fodbold)
  - Donbass Arena

## Ekstern henvisning
- Holdings officielle webside